# مشغول بغيري (فلم)
فيلم سينمائي مصري من إنتاج العام 1951 

## قصة الفيلم
دكتور متزوج من زوجة غيورة جدًا، وبسبب هذه الغيرة تكاد تهدم حياتها الزوجية بيدها، خاصة بعد تدخل بعض أصدقاء السوء بينهم، والذين يتسببون في إشعال النيران في علاقتهم .

## فريق العمل
قصة وسيناريو وحوار: يوسف جوهر
إخراج : إبراهيم عمارة
مساعد مخرج : حسن الصيفي
موسيقى : أحمد صدقي ، محمود الشريف
تاليف الأغاني : صالح جودت

## بطولة
ليلى فوزي
شادية
عماد حمدي
سليمان نجيب
إسماعيل ياسين
ماري منيب
سميحة توفيق
عزيز عثمان
لولا صدقي
عبد الحميد زكي